# Bågnäbbad sabeltimalia
Bågnäbbad sabeltimalia (Pomatorhinus superciliaris) är en asiatisk fågel i familjen timalior inom ordningen tättingar.

## Utseende och läten
Bågnäbbad sabeltimalia är en 20 cm lång fågel med anmärkningsvärt lång, tunn och nedåtböjd näbb. Fjäderdräkten är i övrigt anspråkslöst brun med mörkgrått huvud och vitt ögonbrynsstreck. Undersidan är djupt roströd. Fågeln har två olika stammande revirläten, det ena mycket snabbt, ihåligt och pipigt, det andra långsammare och klarare.

## Utbredning och systematik
Den bågnäbbade sabeltimalian delas in i fyra underarter med följande utbredning:
- Pomatorhinus superciliaris superciliaris: förekommer i Himalaya (östra Nepal, Sikkim och Bhutan)
- Pomatorhinus superciliaris intextus: förekommer i bergsskogar i södra Assam (söder och öster om Brahmaputra).
- Pomatorhinus superciliaris forresti: förekommer i bergen i nordöstra Myanmar och sydvästra Kina (nordvästra Yunnan).
- Pomatorhinus superciliaris rothschildi: förekommer bergsskogar i norra Vietnam (Fan Si Pan).

### Släktestillhörighet
Tidigare placerades arten i det egna släktet Xiphirhynchus på grund av dess avvikande näbbform, men DNA-studier har visat att den är en del av släktet Pomatorhinus.

## Levnadssätt
Bågnäbbad sabeltimalia påträffas i bambustånd och städsegrön skog på mellan 915 och 2745 meters höjd. Den livnära sig på skalbaggar, myror och andra insekter och deras larver, men även bär som hallon och nektar. I Indien häckar den mellan april och juli. Den bygger ett stort klotformat bo som placeras på eller nära marken, vari den lägger tre till fem vita ägg.

## Status och hot
Arten har ett stort utbredningsområde, men tros minska i antal, dock inte tillräckligt kraftigt för att den ska betraktas som hotad. Internationella naturvårdsunionen IUCN listar arten som livskraftig (LC). Världspopulationen har inte uppskattats men den beskrivs som fåtalig genom hela utbredningsområdet.